# Chang-Shou Lin
Chang-Shou Lin (chinês tradicional: 林長壽; 17 de abril de 1951) é um matemático taiwanês.
Lin completou o bacharelado e o mestrado em matemática na Universidade Nacional de Taiwan (NTU). Obteve um doutorado na Universidade Columbia em 1983, e foi membro do Instituto de Estudos Avançados de Princeton entre 1984 e 1985. Lecionou na NTU de 1987 a 1990, quando foi então membro da faculdade da Universidade Nacional Chung Cheng. Lin foi diretor do National Center for Theoretical Sciences entre 1993 e 2003. Em 2006 retornou para a NTU como diretor do Instituto de Ciências Matemáticas.
Em suas pesquisas Lin explorou a teoria de campo médio e série de Eisenstein. Lin foi eleito membro da Academia Sinica em 1998, ano em que recebeu a Medalha Morningside. É editor do Bulletin of the Institute of Mathematics, publicado pela Academia Sinica. Foi palestrante convidado do Congresso Internacional de Matemáticos em Seul (2014).